# 薩克森選侯夫人奧地利的瑪格麗塔
奧地利的瑪格麗塔（德語：Margaretha von Österreich，約1416年—1486年2月12日），薩克森選侯夫人（1431年-1464年），萨克森选侯腓特烈二世的妻子，神聖羅馬皇帝腓特烈三世的妹妹。

## 家庭
1431年，瑪格麗塔和薩克森選侯腓特烈二世結婚，兩人共有2子3女：
1. 艾瑪莉亞（英语：Amalia of Saxony, Duchess of Bavaria）（1436年—1501年），巴伐利亞公爵夫人
2. 安娜（1437年—1512年），布蘭登堡選侯夫人
3. 恩斯特（1441年—1486年），薩克森選侯
4. 阿爾布雷希特（1443年—1500年），薩克森公爵
5. 海德薇希（英语：Hedwig, Abbess of Quedlinburg）（1445年—1511年），奎德林堡修道院長